# Петко Христов (футболист)
Петко Росенов Христов е български футболист, защитник, който играе за италианския Специя, както и за националния отбор на България.

## Кариера

### Славия София
Христов започва кариерата си в Левски (София), преди да премине в Славия (София) през 2013 г. Той прави своя дебют за Славия в мач от Лига Европа срещу полския клуб ФК Заглембе на 30 юни 2016 г., влизайки като резерва на Георги Йомов. Месец по-късно той дебютира в българската Първа лига в първия мач за сезона срещу ЦСКА (София). Той отбелязва първия си гол на 10 септември при домакинската победа с 5:2 над Локомотив (Пловдив).
На 3 април 2017 г. Христов подписва първия си професионален договор с клуба до 31 юли 2020 г.

### Фиорентина
На 17 юли 2017 г. Фиорентина подписва петгодишен договор с Христов, след като самият собственик на Фиорентина Фиренце Виола харесва играча, виждайки го в действие на Европейското първенство до 19 г. На 20 август 2017 г. Христов е на пейката за първи път в мач от Серия А срещу Интер Милано. Той прави своя неофициален дебют за клуба срещу Реал Мадрид на 24 август, влизайки като резерва в добавеното време за мача от Трофео Бернабеу.

### Тернана (наем)
На 16 август 2018 г. Христов преминава в клуба от Серия Ц Тернана Калчо под наем до 30 юни 2019 г. Той отбелязва първия си гол на 4 декември 2018 г. в мач от първенството срещу ФК Римини, спечелен от Тернана с 3:0.

### Бишелие (наем)
На 9 август 2019 г. Христов преминава в Бишелие също от Серия Ц под наем до 30 юни 2020 г.

### Про Верчели (наем)
На 18 септември 2020 г. Христов е даден под наем на Про Верчели до 30 юни 2021 г.

### Специя
След доброто си представяне за Про Верчели в Серия Ц, на 5 юли 2021 г. Христов е продаден на отбора от Серия А Специя, подписвайки договор до 2025 г. Той прави своя дебют на 13 август в мач за Купата на Италия срещу Порденоне Калчо, а дебют в Серия А на 23 август в мач срещу Каляри.

### Национален отбор
Христов е повикан за отбора на България до 19 г. за квалификациите за Европейското първенство до 19 г. от 22 до 27 март 2017 г. След равенство и 2 победи отборът се класира за фазата на елиминациите, която се провежда през юли 2017 г. Петков играе и в трите мача от груповата фаза, но България отпада.
На 5 септември 2017 г. дебютира за България до 21 г. в мач срещу Люксембург до 21 г.
Дебютира за националния отбор на България на 31 март 2021 г. в мач от Световните квалификации срещу Северна Ирландия.

## Личен живот
Петко Христов има брат близнак Андреа, който също е професионален футболист.

## Отличия

### Индивидуални
- Български млад футболист на годината (1): 2016